# Bomb Bee
Bomb Bee (ボムビー Bomu Bī?) es un juego arcade japonés que fue lanzado por Namco en 1979. Es la secuela de Gee Bee, que se lanzó el año anterior. Este fue un juego de pelota y paddle para dos jugadores, que también contó con una simulación de pinball.

## Jugabilidad
La cantidad máxima de jugadores es dos, y los dos jugadores tienen que alternar. El control es un stick analógico rotativo. El objetivo principal del juego es mover dos paletas que rebotan una pelota que vuela y debe golpear los ladrillos de colores que están sobre ella. Cuando los ladrillos se despejen de las secciones laterales, se convertirá el parachoques del mismo lado en 100 puntos en lugar de 10. Se trata de un multiplicador de bonificación para que la bola ilumine la palabra "NAMCO".

## Recepción y legado
Bomb Bee no fue un éxito cuando se lanzó. Según Matt Barton, autor del libro Vintage Games 2.0, el juego no se vendió bien y probablemente vendió la misma cantidad de máquinas que Gee Bee, un juego que tampoco cumplió con las expectativas de ventas. Se cree que el éxito del lanzamiento posterior de Namco, Galaxian, un revolucionario juego de disparos, contribuyó a su fracaso. Cuando Galaxian tuvo éxito, Namco se ofreció a agrupar las máquinas Bomb Bee con Galaxian a los propietarios de salas de juegos para limpiar el inventario.
Retrospectivamente en 1998, Earl Green de AllGame dijo que, aparte de algunas diferencias menores, Bomb Bee era en gran parte igual que su predecesor. Sin embargo, señaló que el uso del juego de una pantalla a todo color, y estar entre las primeras creaciones de Toru Iwatani, hizo que el juego tuviera un valor histórico. En su blog Before Mario, Erik Voskuel dice que Bomb Bee marca la primera colaboración entre Namco y Nintendo, dos desarrolladores que trabajarían juntos en muchos más títulos, convirtiéndolo en un juego de importancia histórica. Voskuel también dice que Bomb Bee se destaca por ser la primera aparición de un título de terceros en una consola de Nintendo y estar entre las primeras creaciones de Iwatani antes de Pac-Man.